# Německá demokratická republika na Zimních olympijských hrách 1988
Německá demokratická republika na Zimních olympijských hrách 1988 reprezentovala výprava 53 sportovců (36 mužů a 17 žen) v 8 sportech.

## Medailisté
| Medaile | Jméno                                                        | Sport          | Disciplína        |
| ------- | ------------------------------------------------------------ | -------------- | ----------------- |
| Zlato   | Frank-Peter Roetsch                                          | Biatlon        | Muži 10 km sprint |
| Zlato   | Frank-Peter Roetsch                                          | Biatlon        | Muži 20 km        |
| Zlato   | Katarina Wittová                                             | Krasobruslení  | Ženy jednotlivci  |
| Zlato   | Jens Müller                                                  | Saně           | Muži jednotlivci  |
| Zlato   | Jörg Hoffmann Jochen Pietzsch                                | Saně           | Muži dvojice      |
| Zlato   | Steffi Walterová-Martinová                                   | Saně           | Ženy jednotlivci  |
| Zlato   | Uwe-Jens Mey                                                 | Rychlobruslení | Muži 500 m        |
| Zlato   | André Hoffmann                                               | Rychlobruslení | Muži 1 500 m      |
| Zlato   | Christa Rothenburgerová                                      | Rychlobruslení | Ženy 1 000 m      |
| Stříbro | Wolfgang Hoppe Bogdan Musiol                                 | Boby           | Dvojbob           |
| Stříbro | Wolfgang Hoppe Dietmar Schauerhammer Bogdan Musiol Ingo Voge | Boby           | Čtyřbob           |
| Stříbro | Stefan Krauße Jan Behrendt                                   | Saně           | Muži dvojice      |
| Stříbro | Ute Oberhoffner-Weiß                                         | Saně           | Ženy jednotlivci  |
| Stříbro | Uwe-Jens Mey                                                 | Rychlobruslení | Muži 1 000 m      |
| Stříbro | Christa Rothenburgerová                                      | Rychlobruslení | Ženy 500 m        |
| Stříbro | Karin Enkeová                                                | Rychlobruslení | Ženy 1 000 m      |
| Stříbro | Karin Enkeová                                                | Rychlobruslení | Ženy 1 500 m      |
| Stříbro | Andrea Schöneová                                             | Rychlobruslení | Ženy 3 000 m      |
| Stříbro | Andrea Schöneová                                             | Rychlobruslení | Ženy 5 000 m      |
| Bronz   | Bernhard Lehmann Mario Hoyer                                 | Boby           | Dvojbob           |
| Bronz   | Cerstin Schmidt                                              | Saně           | Ženy jednotlivci  |
| Bronz   | Karin Enkeová                                                | Rychlobruslení | Ženy 500 m        |
| Bronz   | Andrea Schöneová                                             | Rychlobruslení | Ženy 1 500 m      |
| Bronz   | Gabi Schönbrunnová                                           | Rychlobruslení | Ženy 3 000 m      |
| Bronz   | Gabi Schönbrunnová                                           | Rychlobruslení | Ženy 5 000 m      |